# Oğuzhan Özyakup
Oğuzhan Özyakup (Zaandam, 23 settembre 1992) è un ex calciatore olandese naturalizzato turco, di ruolo centrocampista.

## Caratteristiche tecniche
È un trequartista ma può giocare anche da centrocampista centrale e da esterno destro.

## Carriera

### Club
Inizia a giocare a calcio nel suo paese natale ovvero i Paesi Bassi nelle giovanili di Hellas Sport e AZ Alkmaar fino a quando nel 2008 il talent scout Liam Brady lo ingaggia per l'Arsenal con cui ha modo di debuttare nel 2011 in Carling Cup. Nel 2012 per 500.000 euro passa al Besiktas nel suo paese d'origine. Qui in tre stagioni gioca più di 250 partite avendo modo di giocare anche in Champions League ed Europa League conquistandosi anche la convocazione in Nazionale. Il 29 gennaio 2020 passa in prestito al Feyenoord Rotterdam e tre giorni dopo al debutto contro l'Emmen gli bastano due minuti per segnare il suo primo gol.

### Nazionale
Dopo aver giocato per le selezioni giovanili olandesi, nel 2012 sceglie di giocare per l'Under-21 turca e il 28 maggio 2013 debutta con la nazionale maggiore in un'amichevole contro la Lettonia.
Viene convocato per l'europeo del 2016 in Francia.

## Statistiche

### Presenze e reti nei club
| Stagione               | Squadra                | Campionato             | Campionato | Campionato | Coppe nazionali | Coppe nazionali | Coppe nazionali | Coppe continentali | Coppe continentali | Coppe continentali | Altre coppe | Altre coppe | Altre coppe | Totale | Totale |
| Stagione               | Squadra                | Comp                   | Pres       | Reti       | Comp            | Pres            | Reti            | Comp               | Pres               | Reti               | Comp        | Pres        | Reti        | Pres   | Reti   |
| ---------------------- | ---------------------- | ---------------------- | ---------- | ---------- | --------------- | --------------- | --------------- | ------------------ | ------------------ | ------------------ | ----------- | ----------- | ----------- | ------ | ------ |
| 2011-2012              | Arsenal                | PL                     | 0          | 0          | FACup+CdL       | 0+2             | 0               | UCL                | 0                  | 0                  | -           | -           | -           | 2      | 0      |
| 2012-2013              | Beşiktaş               | SL                     | 28         | 2          | TK              | 2               | 0               | -                  | -                  | -                  | -           | -           | -           | 30     | 2      |
| 2013-2014              | Beşiktaş               | SL                     | 26         | 6          | TK              | 1               | 0               | UEL                | 2                  | 1                  | -           | -           | -           | 29     | 7      |
| 2014-2015              | Beşiktaş               | SL                     | 25         | 2          | TK              | 6               | 0               | UCL+UEL            | 4+7                | 0+1                | -           | -           | -           | 42     | 3      |
| 2015-2016              | Beşiktaş               | SL                     | 31         | 9          | TK              | 5               | 1               | UEL                | 5                  | 0                  | -           | -           | -           | 41     | 10     |
| 2016-2017              | Beşiktaş               | SL                     | 29         | 5          | TK              | 1               | 0               | UCL+UEL            | 4+5                | 0                  | ST          | 1           | 0           | 40     | 5      |
| 2017-2018              | Beşiktaş               | SL                     | 24         | 0          | TK              | 5               | 0               | UCL                | 7                  | 0                  | ST          | 1           | 0           | 37     | 0      |
| 2018-2019              | Beşiktaş               | SL                     | 19         | 1          | TK              | 0               | 0               | UEL                | 10                 | 2                  | -           | -           | -           | 29     | 3      |
| 2019-2020              | Beşiktaş               | SL                     | 12         | 1          | TK              | 3               | 0               | UEL                | 5                  | 0                  | -           | -           | -           | 20     | 1      |
| gen.-giu. 2020         | Feyenoord              | E                      | 2          | 1          | CO              | 0               | 0               | -                  | -                  | -                  | -           | -           | -           | 2      | 1      |
| 2020-2021              | Beşiktaş               | SL                     | 19         | 3          | TK              | 4               | 1               | UCL+UEL            | 1+1                | 0+0                | -           | -           | -           | 25     | 4      |
| 2021-2022              | Beşiktaş               | SL                     | 13         | 0          | TK              | 2               | 0               | UCL                | 2                  | 0                  | -           | -           | -           | 17     | 0      |
| Totale Beşiktaş        | Totale Beşiktaş        | Totale Beşiktaş        | 226        | 29         |                 | 29              | 2               |                    | 53                 | 4                  |             | 2           | 0           | 310    | 35     |
| 2022-2023              | Fortuna Sittard        | E                      | 22         | 3          | CO              | 1               | 0               | -                  | -                  | -                  | -           | -           | -           | 23     | 3      |
| 2023-2024              | Fortuna Sittard        | E                      | 22         | 1          | CO              | 2               | 0               | -                  | -                  | -                  | -           | -           | -           | 24     | 1      |
| Totale Fortuna Sittard | Totale Fortuna Sittard | Totale Fortuna Sittard | 44         | 4          |                 | 3               | 0               |                    | -                  | -                  |             | -           | -           | 47     | 4      |
| Totale carriera        | Totale carriera        | Totale carriera        | 272        | 34         |                 | 32              | 2               |                    | 53                 | 4                  |             | 2           | 0           | 359    | 40     |

## Palmarès

### Club

#### Competizioni giovanili
- FA Youth Cup: 1

Arsenal: 2008-2009

#### Competizioni nazionali
- Campionato turco: 3

Besiktas: 2015-2016, 2016-2017, 2020-2021
- Coppa di Turchia: 1

Beşiktaş: 2020-2021